# Łosiacz
Łosiacz (ukr.  Лосяч) – wieś na Ukrainie w rejonie czortkowskim należącym do obwodu tarnopolskiego.  
Pierwsze wzmianki o miejscowości pochodzą z XIII wieku. 
W II Rzeczypospolitej wieś w powiecie borszczowskim województwa tarnopolskiego.
W latach 1943–1945 nacjonaliści ukraińscy z OUN-UPA zamordowali tutaj lub w pobliżu 16 Polaków.
Do 2020 w rejonie borszczowskim.

## Kościół św. Antoniego Padewskiego
Zbudowany w latach 1896-1906 z fundacji rodziny Agenora Gołuchowskiego, do którego wieś należała. W 1909 r. powstała tu samodzielna parafia. W 1932 r. kościół został konsekrowany. Po II wojnie światowej pozostał w parafii ks. proboszcz Kazimierz Halicki, który duszpasterzował do swojej śmierci w 1953 r. W latach 70. XX wieku władze radzieckie zamknęły kościół, w latach 90. oddały wiernym. 